# Icones Turístiques de Catalunya

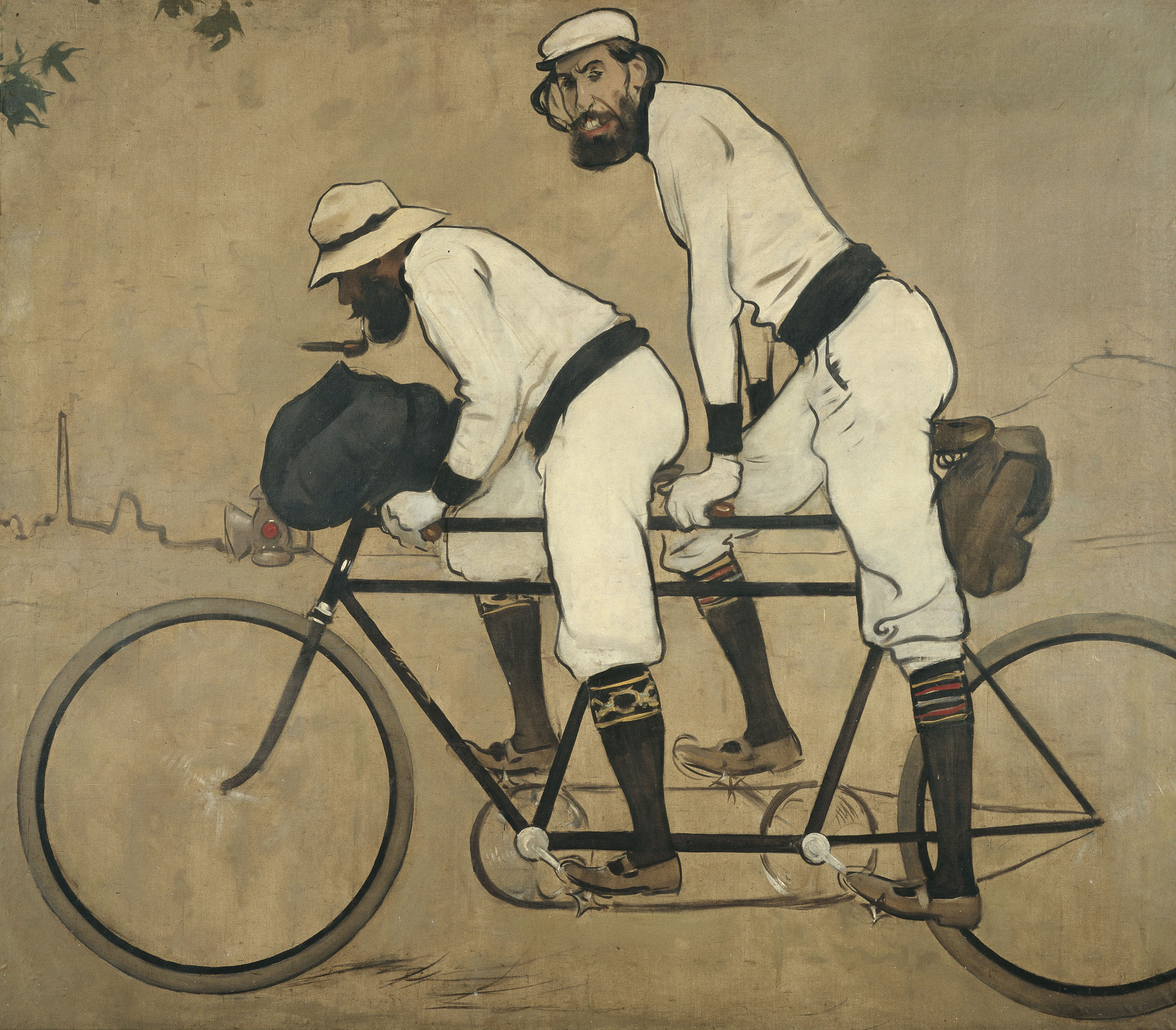
Ramon Casas i Pere Romeu en un tàndem, obra de Ramon Casas (1897) i símbol del modernisme pictòric català; és inclosa en el catàleg d'Icones Turístiques de Catalunya

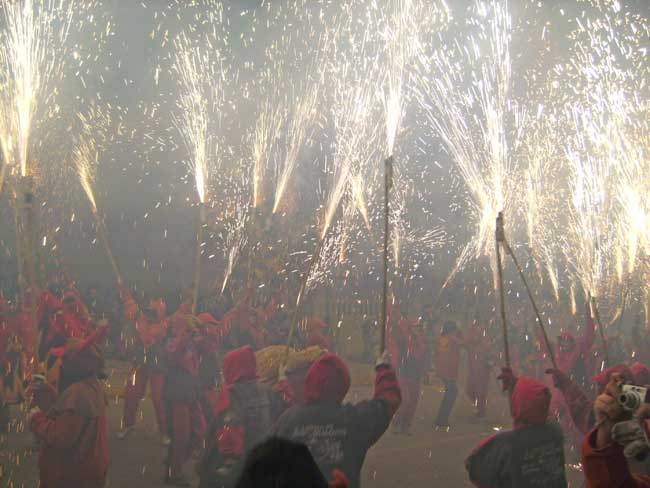
Els correfocs i la cultura del foc de Catalunya

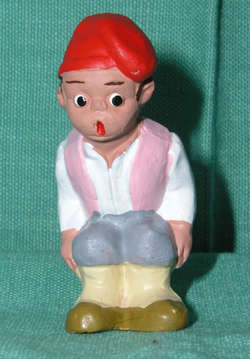
El caganer representa una tradició catalana nadalenca

Icones Turístiques de Catalunya és un projecte impulsat pel Govern català amb l'objectiu de promoure el turisme de Catalunya a partir de les icones o manifestacions visuals pròpies, a més de ser font d'inspiració per a oferir productes de qualitat al turista elaborats per artesans catalans. El projecte es presentà el 26 d'agost del 2010 des de la Universitat Catalana d'Estiu (UCE) que se celebrà a Prada de Conflent i es va començar a difondre entre els agents del sector turístic implicats a partir del mes de setembre del 2010, en el context del Pla Estratègic de Turisme de Catalunya 2005-2010.

## Projecte
L'agost del 2010 la Conselleria d'Innovació, Universitats i Empresa del Govern de Catalunya va fer redactar un catàleg que recull 116 icones turístiques del Principat de Catalunya i identifica els símbols o manifestacions més rellevants de la identitat visual del país des del punt de vista turístic.
Per a l'elaboració del catàleg es va comptar amb la col·laboració d'una Comissió d'Institucions i Experts integrada per l'Institut d'Estudis Catalans, el Museu Nacional d'Art de Catalunya i el Foment de les Arts i del Disseny (FAD), a més de la Direcció General de Turisme, Turisme de Catalunya i Artesania Catalunya. Es va fer una tria d'icones d'entre més d'un miler de referències inicials, que han acabat convertides en un centenar llarg d'icones que, a la vegada, tenen subicones i derivades que complementen l'imaginari de les referències.
El projecte del Govern català incideix especialment en la necessitat d'acompanyar tots els productes de marxandatge que sorgeixin d'aquestes icones amb documentació sobre l'origen de la peça, l'artista que l'ha elaborat –amb el certificat d'autenticitat– i, sobretot, informació que permeti de contextualitzar la importància d'aquella icona.

## Declaracions
El conseller Josep Huguet explicà que el Barça és una eina potent per a internacionalitzar Catalunya:
| «                                                        | Cada icona servirà per a la promoció turística de Catalunya. Mitjançant la repetició sistemàtica de l'ús d'aquestes icones aconseguirem convertir-les en una referència de país. En el cas del Barça, per exemple, l'associació és molt clara: «marca Barça» vol dir club esportiu de Barcelona, que remet a Barcelona com a capital de Catalunya. | » |
| — Josep Huguet, conseller de la Generalitat de Catalunya | |   |

Segons avançà Huguet des de la Universitat Catalana d'Estiu (UCE) que se celebrà l'agost del 2010 a Prada:
| «                                                        | En turisme, la marca no té futur, en canvi la identitat sí. Sense identitat no es pot vendre res. | » |
| — Josep Huguet, conseller de la Generalitat de Catalunya |                                                                                                   |   |

Huguet va rebutjar que la campanya de la Generalitat per potenciar aquestes icones respongui a la voluntat de posar fi a les figures de toros, dones ballant sevillanes i barrets mexicans que actualment hi ha a les botigues de records a Catalunya. En declaracions digué:
| «                                                        | Ni puc ni vull prohibir res, faig el que fem tots, que és promoure el que és nostre. | » |
| — Josep Huguet, conseller de la Generalitat de Catalunya |                                                                                      |   |

 No obstant això, va remarcar que:
| «                                                        | Si Catalunya és capaç de generar la seva imatge de qualitat i aconseguir que el turista associï amb el país uns altres continguts al marge d'aquestes referències clarament espanyoles, s'haurà fet un gran pas. | » |
| — Josep Huguet, conseller de la Generalitat de Catalunya | |   |

Per altra banda, Huguet remarcà que el Departament treballa en altres accions que giren al voltant del turisme de la identitat, ja que segons el conseller «els nous models turístics es basen en la vivència del visitant i en l'experimentació d'emocions i sensacions». En aquest sentit, explicà que en els darrers tres anys el departament que dirigeix ha impulsat diferents accions per concretar la directriu que preveu el Pla Estratègic de Turisme de Catalunya 2005-2010 per tal de «prioritzar la identificació i potenciació dels trets diferencials de l'oferta turística».
Una d'aquestes accions és el Pla i el Catàleg de Recursos Turístics Intangibles de Catalunya, presentat a finals de juny del 2010. Aquest Pla presentava per primera vegada una llista ordenada i categoritzada dels recursos turístics intangibles de Catalunya i desplegava un pla d'actuacions prioritàries de cada àmbit temàtic.
El pla defineix i prioritza un total de 191 actuacions arreu de Catalunya, i identifica 1.763 recursos turístics intangibles. Des de la presentació del pla s'han signat arreu del territori un total de 18 convenis de col·laboració amb municipis d'arreu de la geografia catalana per a la posada en valor dels seus recursos turístics intangibles. A més, s'han subscrit convenis a diversos municipis de les comarques gironines, de Tarragona i de l'Alt Pirineu i Aran, i en els dies vinents, és previst signar altres convenis per a la posada en valor dels recursos intangibles amb Empúries, la Garrotxa i Roses.

## Icones que recull el catàleg
Les icones es classifiquen segons la seva naturalesa i segons l'àmbit temàtic de referència. Pel que fa a la classificació segons la seva naturalesa, n'hi ha de tangibles (naturals o humanitzades), intangibles (vinculades a la tradició o contemporànies) i personatges (referents a personatges històrics, contemporanis o de ficció). Segons l'àmbit temàtic, el projecte classifica les icones en àmbits relacionats amb la cultura, les arts i la ciència; la natura i el territori, i els esports i esdeveniments. En tot cas, la llista de continuació no és exhaustiva.

### Àmbit de cultura, arts i ciència

#### Patrimoni
- L'art romànic a Catalunya.
- La Colònia Vidal.

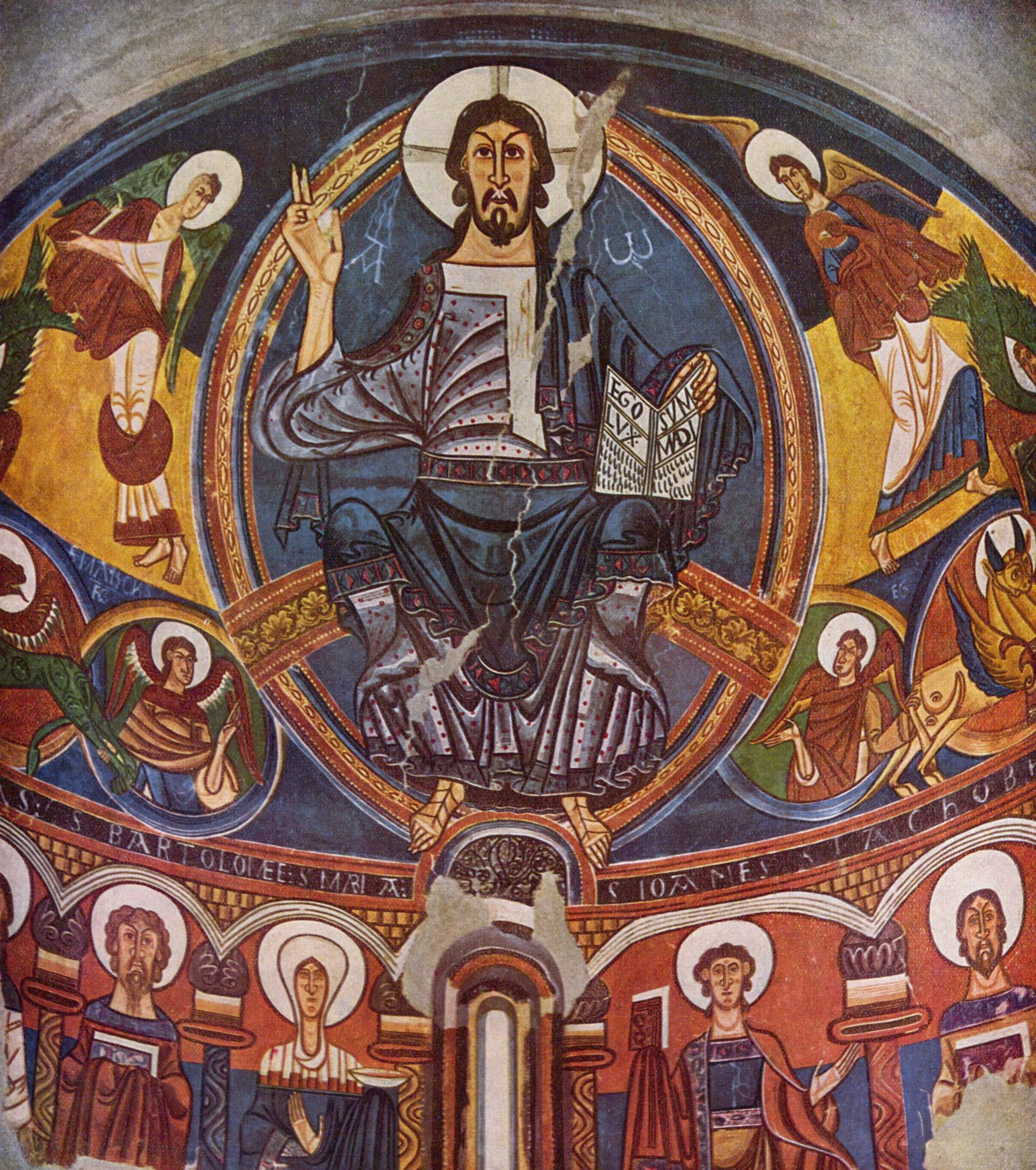
El Absis central de Sant Climent de Taüll, una icona de l'art romànic català
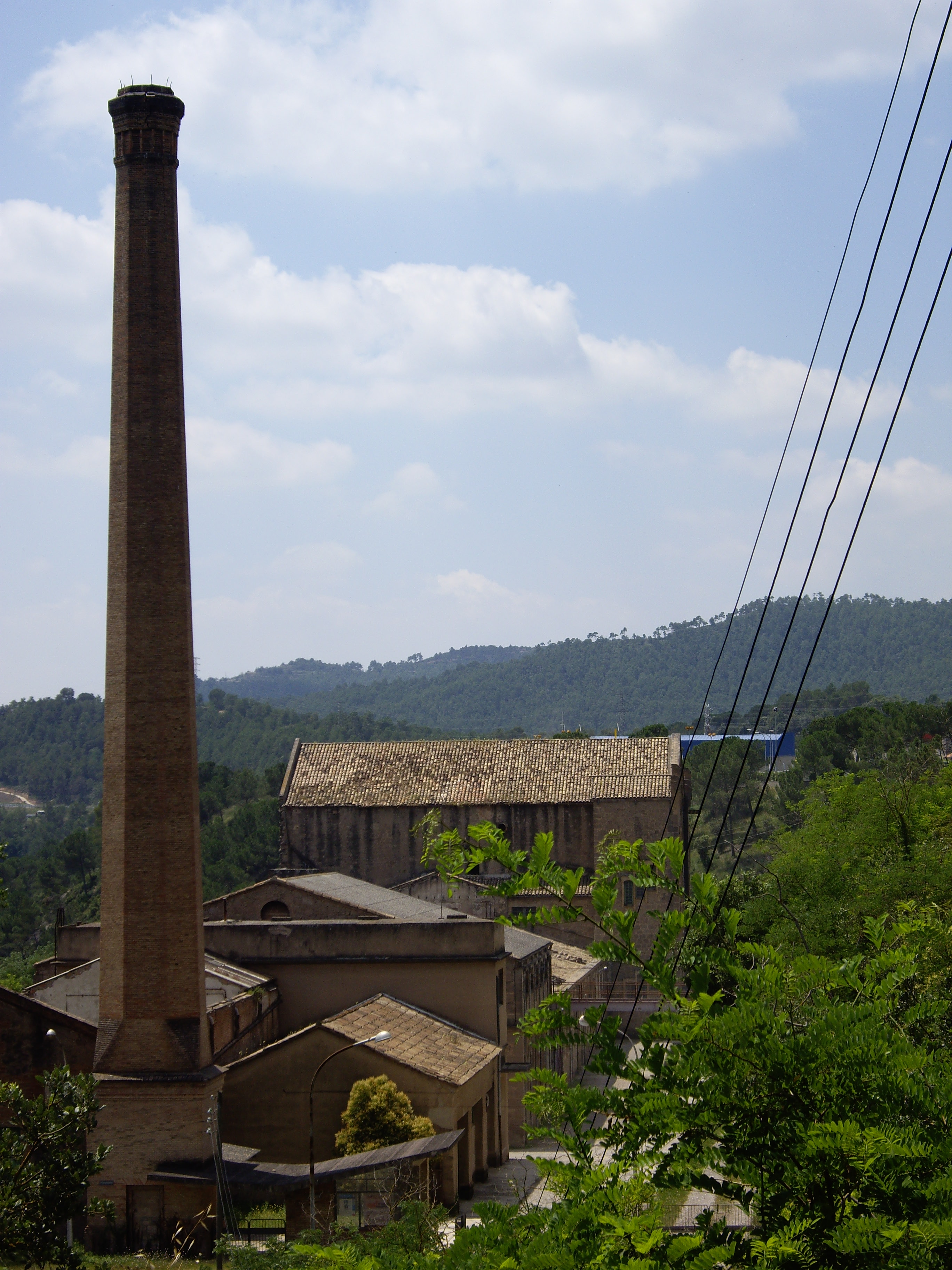
La Colònia Vidal simbolitza la força de la Revolució Industrial de Catalunya

#### Arquitectura
- El modernisme català.
- L'obra d'Antoni Gaudí, amb el Temple Expiatori de la Sagrada Família com a paradigma del modernisme arquitectònic català.
- La Boqueria.

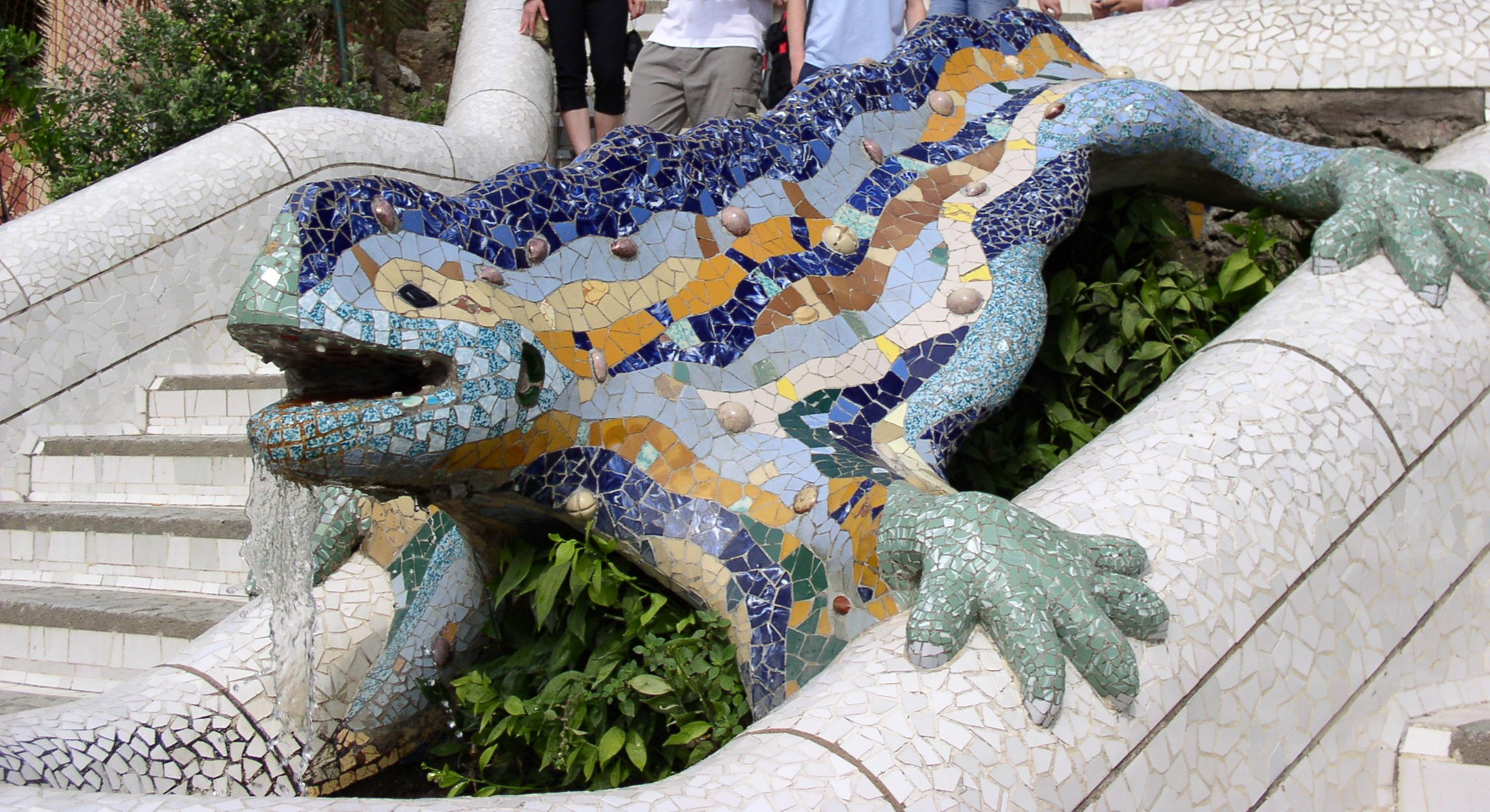
El drac del Parc Güell, obra de Gaudí, és una icona del modernisme català
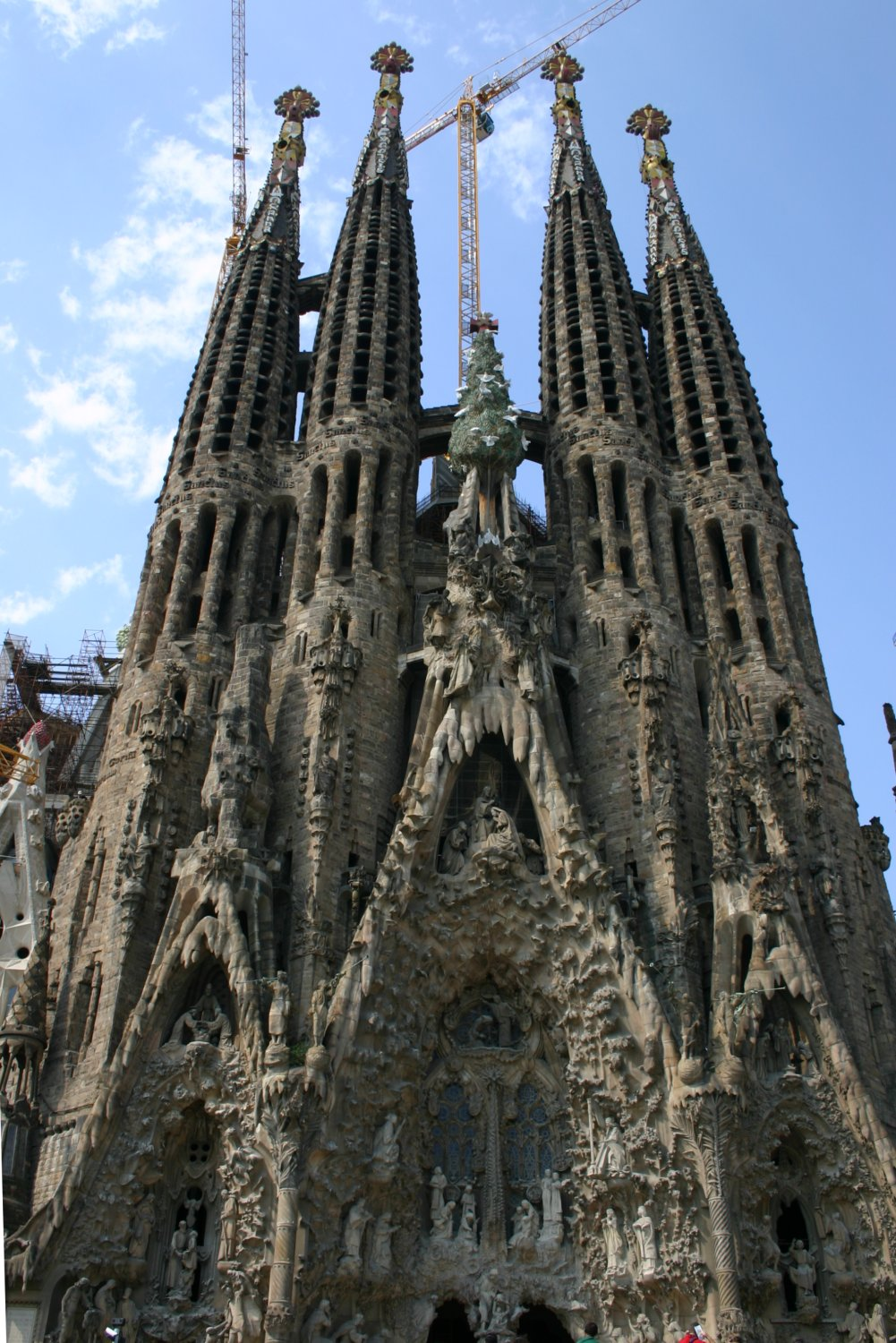
La Sagrada Família, símbol del modernisme arquitectònic català
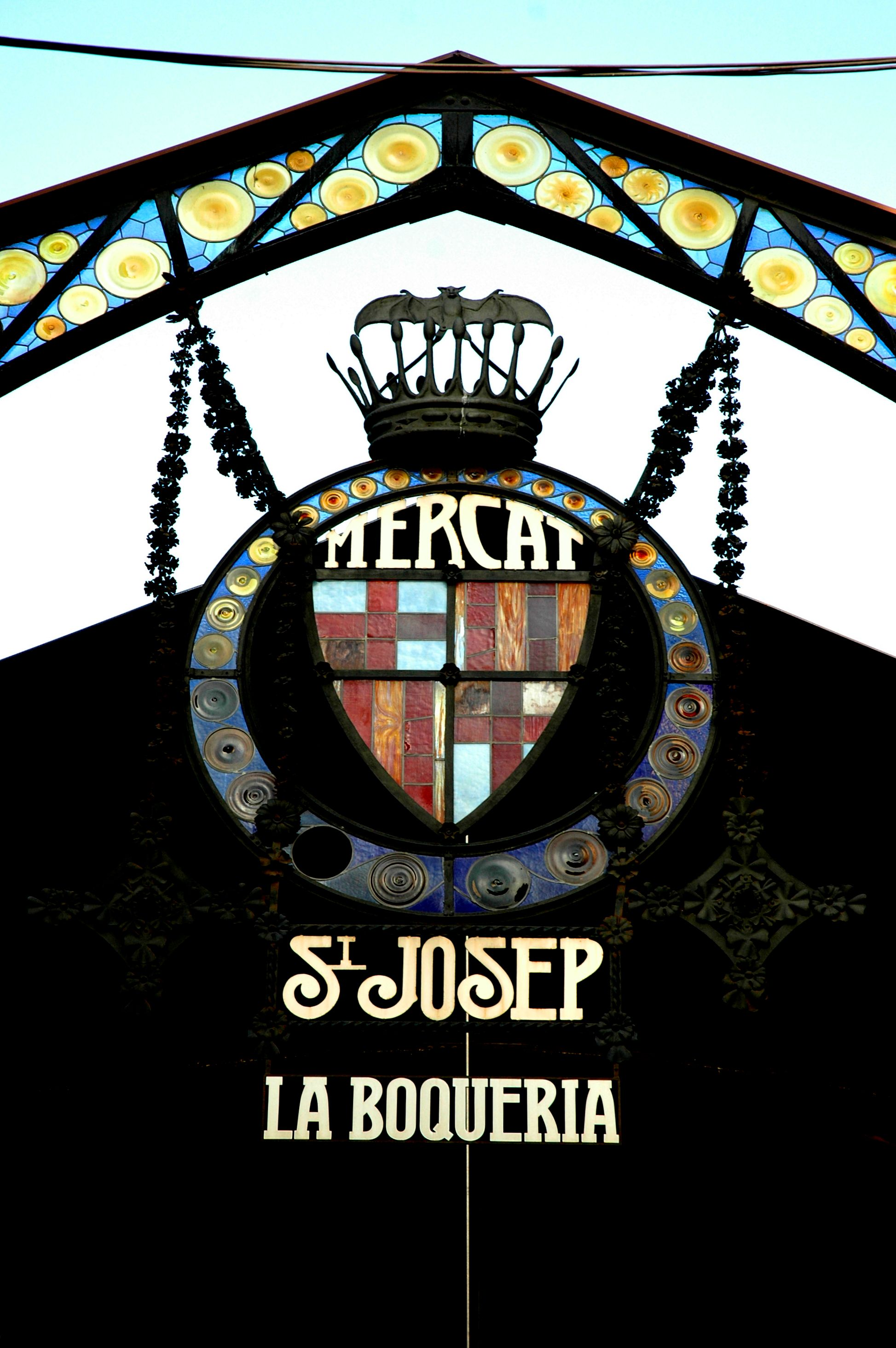
El Mercat de Sant Josep, conegut com "La Boqueria", a Barcelona

#### Pintura
- L'obra del pintor Joan Miró.
- L'obra del pintor Salvador Dalí.
- El quadre Ramon Casas i Pere Romeu en un tàndem, obra del mateix Casas, element representatiu del modernisme pictòric català.

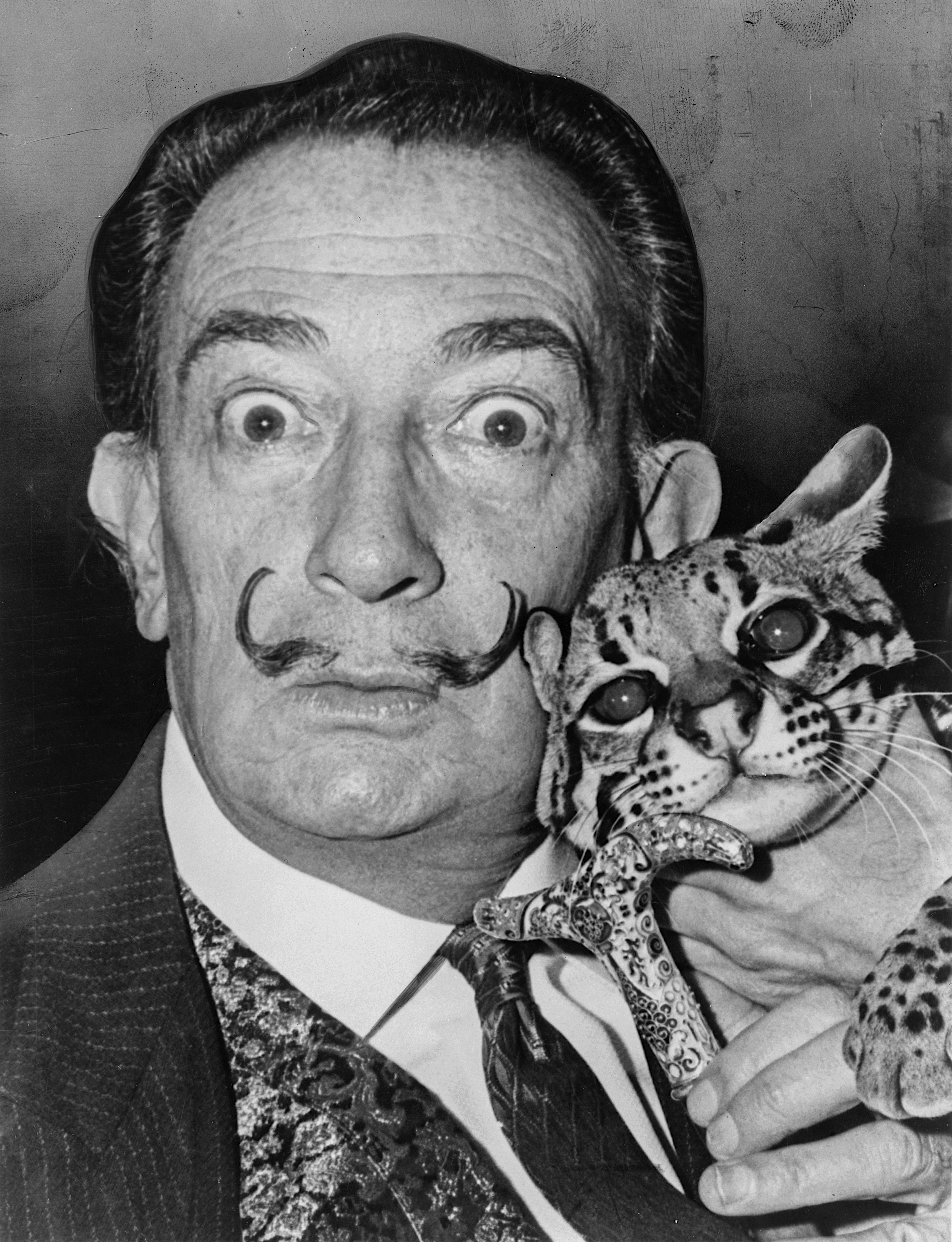
Dalí també representa l'art surrealista
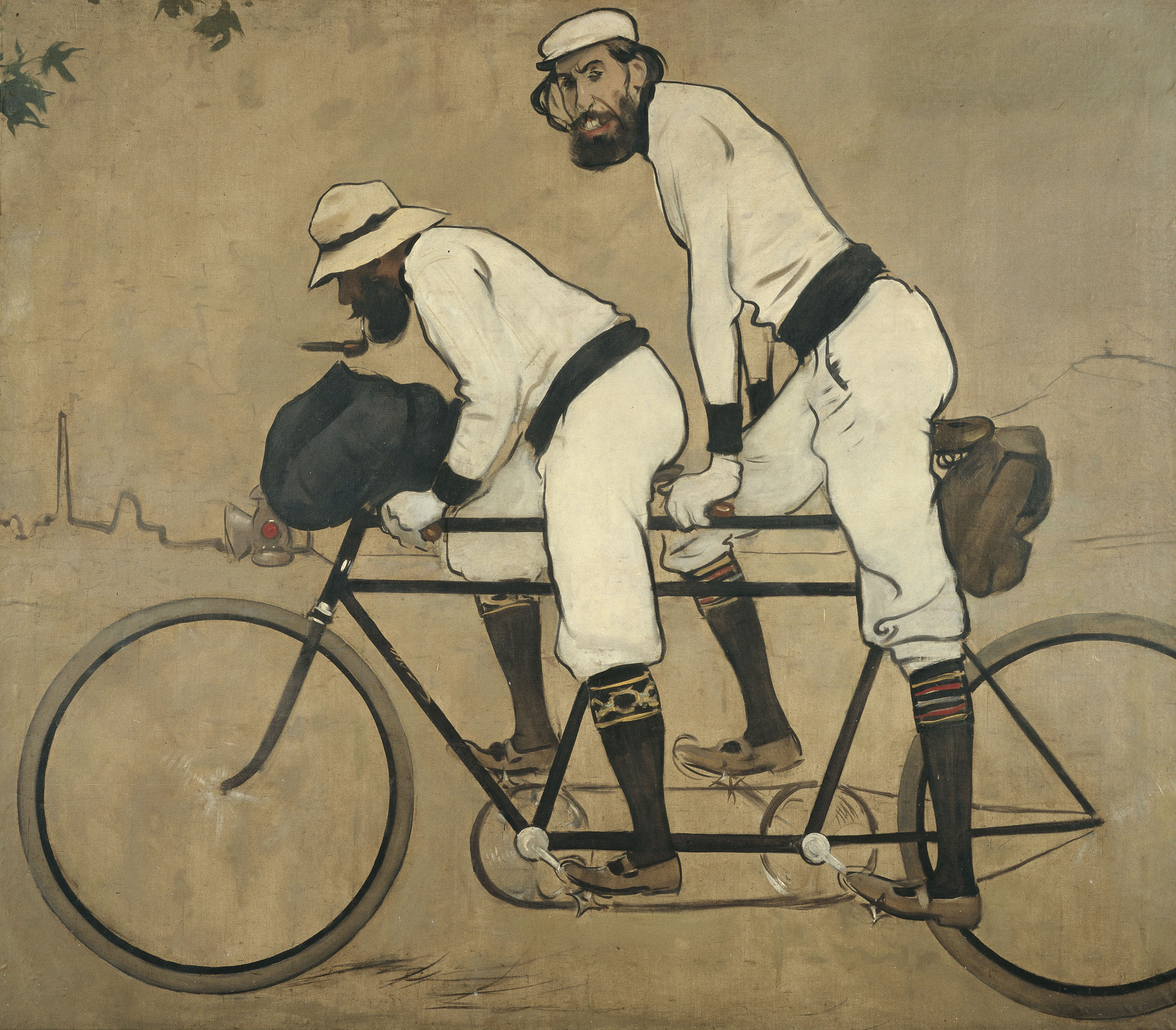
Ramon Casas i Pere Romeu en un tàndem, obra de Ramon Casas (1897) i símbol del modernisme pictòric català

#### Gastronomia
- El cuiner Ferran Adrià.
- La cuinera Carme Ruscalleda.
- Els calçots.

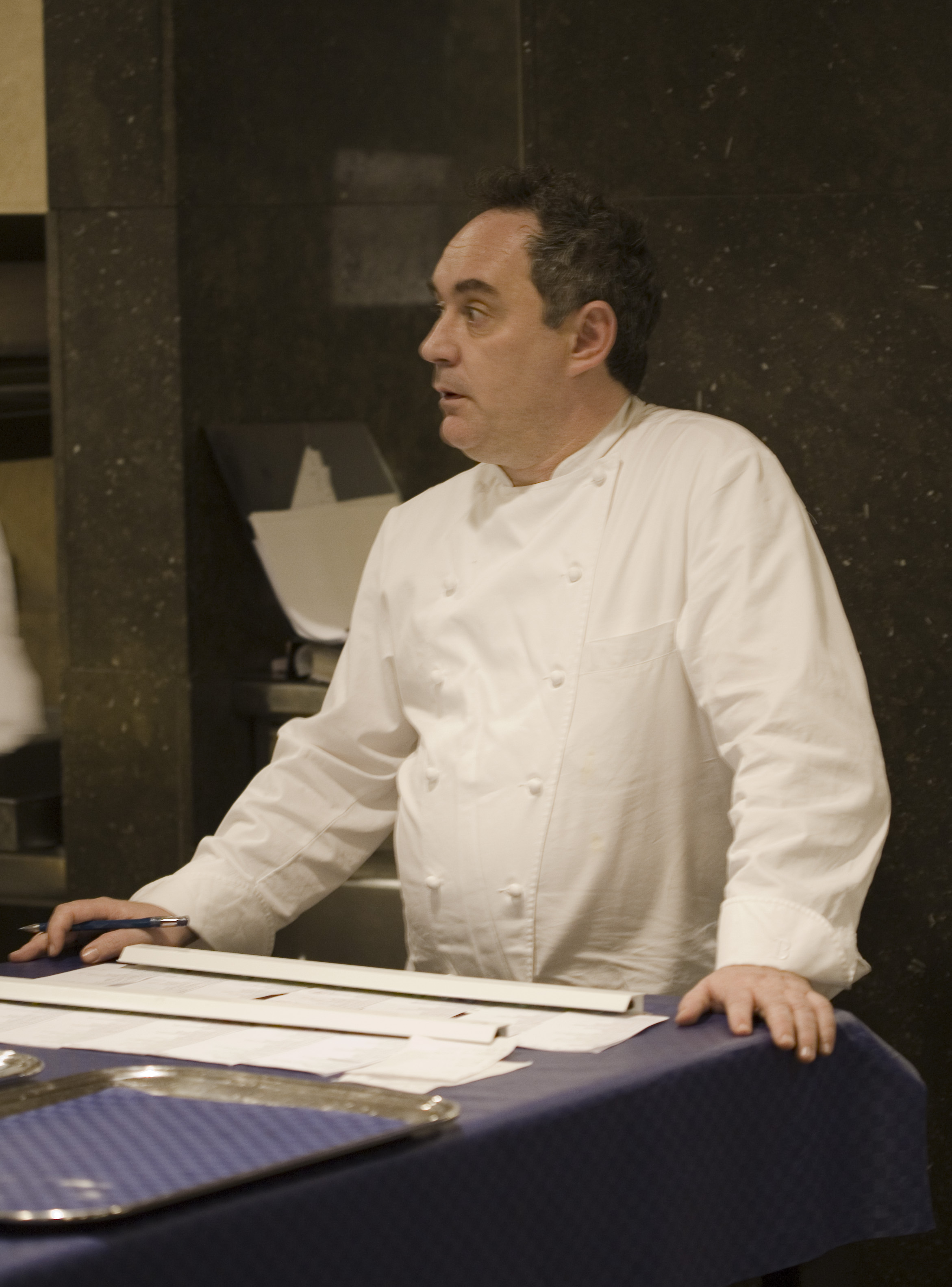
Adrià, el xef del restaurant El Bulli
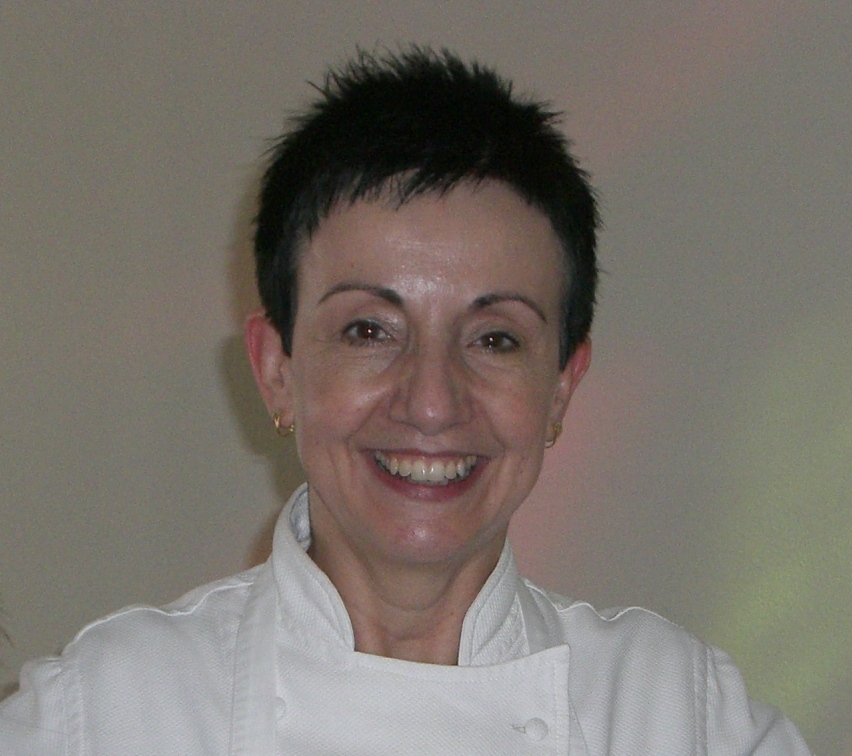
Ruscalleda, la xef del restaurant Sant Pau
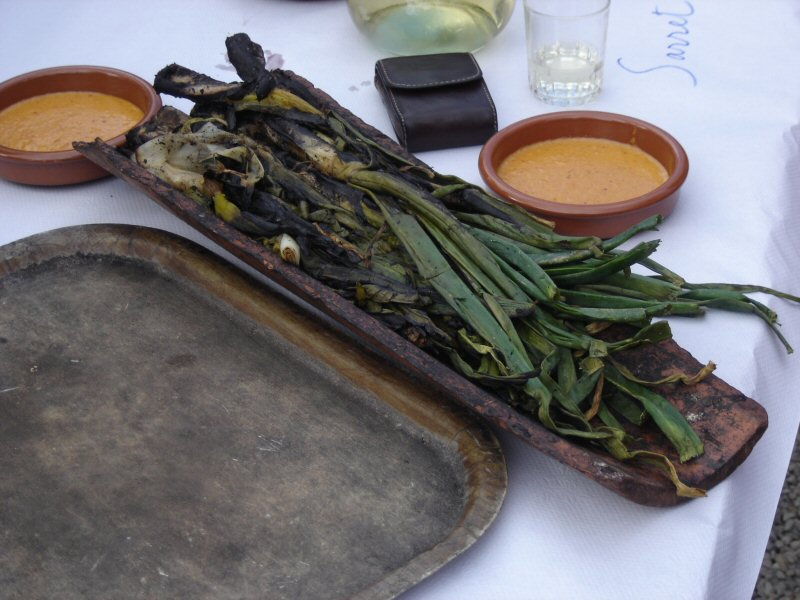
Els calçots són una icona de la gastronomia de Catalunya

#### Arts escèniques
- La Nova Cançó.
- El cantautor Joan Manuel Serrat.
- La soprano Montserrat Caballé.

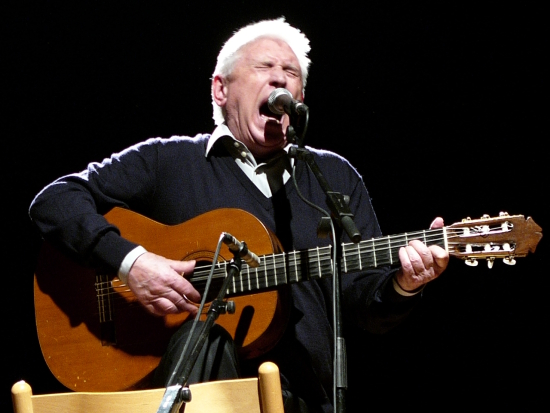
Les cançons de Raimon, cantautor de la Nova Cançó, símbol de la unitat lingüística i cultural dels Països Catalans
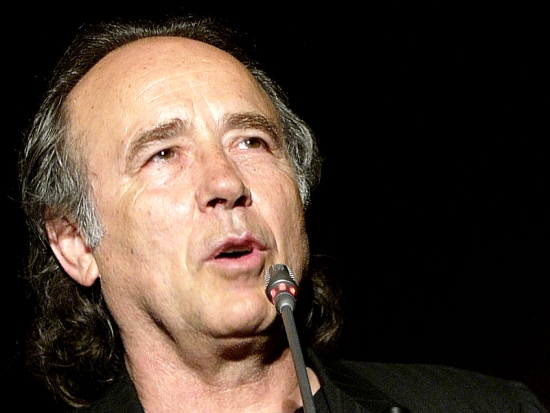
Serrat, un dels músics catalans més populars

#### Disseny
- El dissenyador de roba Custo Barcelona.

### Àmbit de natura i territori

#### Natura
- L'ase català, una raça de rucs autòctona de Catalunya, representa un símbol de la identitat catalana.
- El gos d'atura català, una raça de gos autòctona de Catalunya.
- L'ovella del Pallars, raça d'ovella pròpia de l'Alt Pirineu.

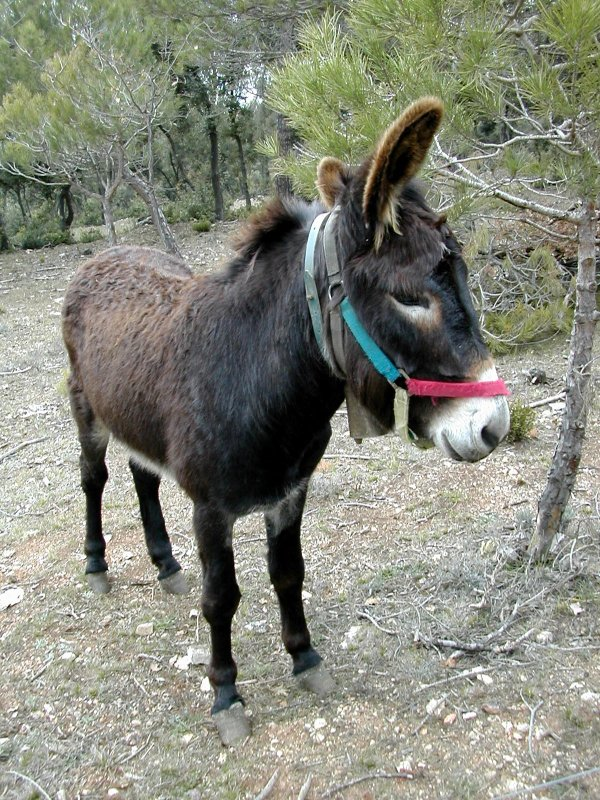
L'ase català, raça de ruc autòctona de Catalunya
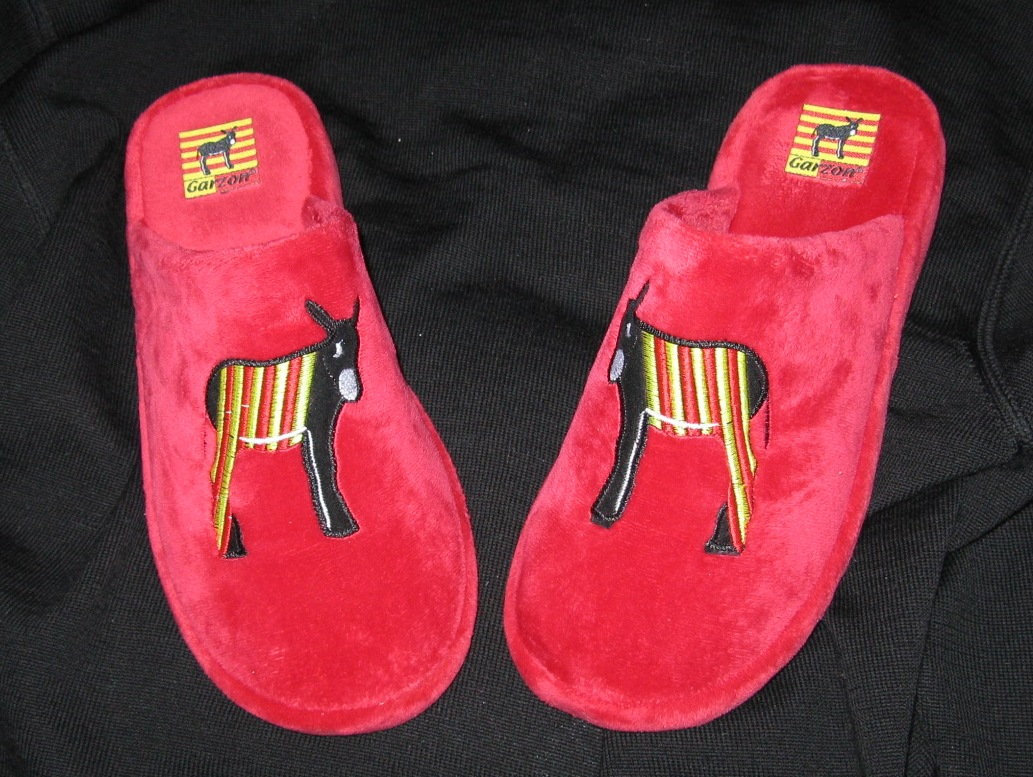
Sabatilles de l'ase català amb la bandera de Catalunya
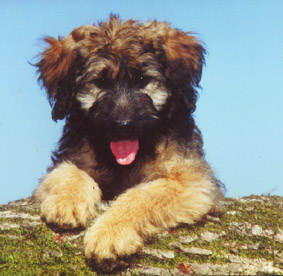
El gos d'atura català, una raça de gos autòctona de Catalunya

#### Territori
- El Canigó
- La muntanya de Montserrat
- El Pedraforca
- El Pi de les Tres Branques

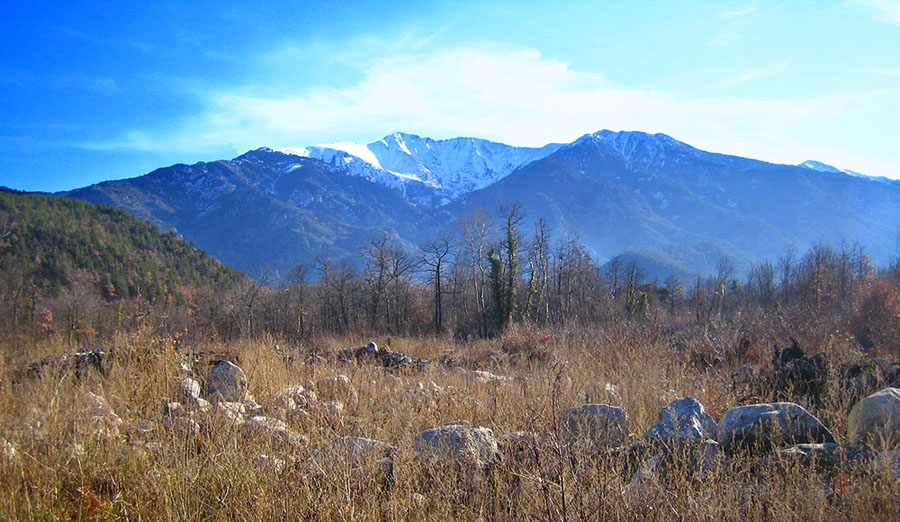
El Canigó, una muntanya simbòlica del Principat de Catalunya
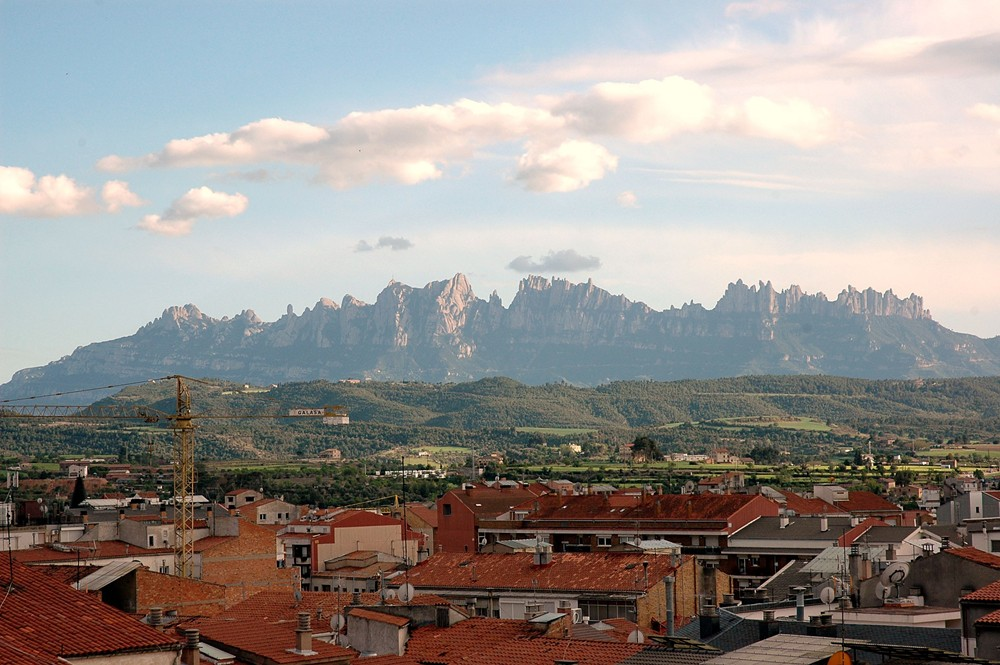
Montserrat és considerada la muntanya santa de Catalunya
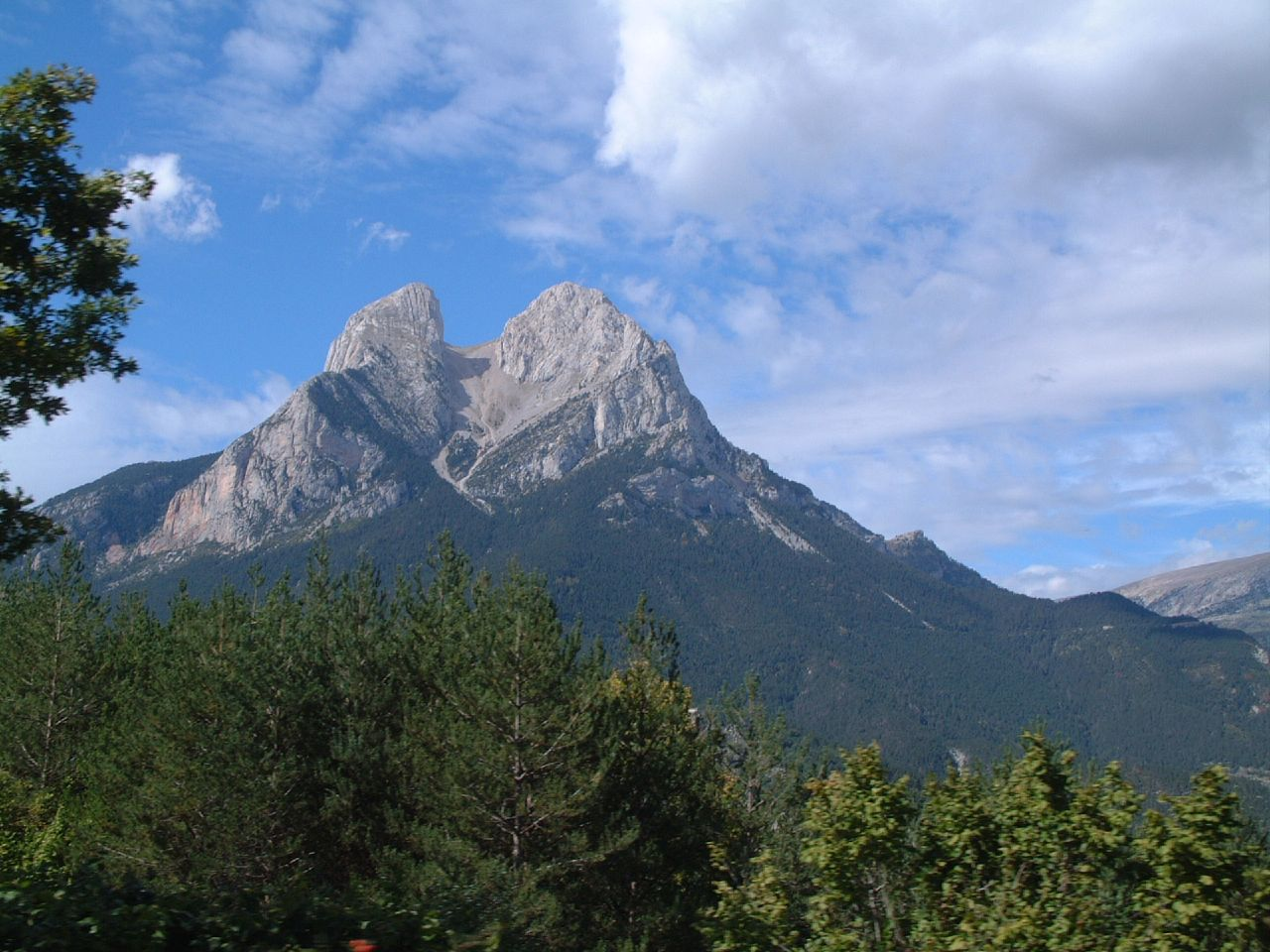
El Pedraforca, una altra muntanya simbòlica per a Catalunya
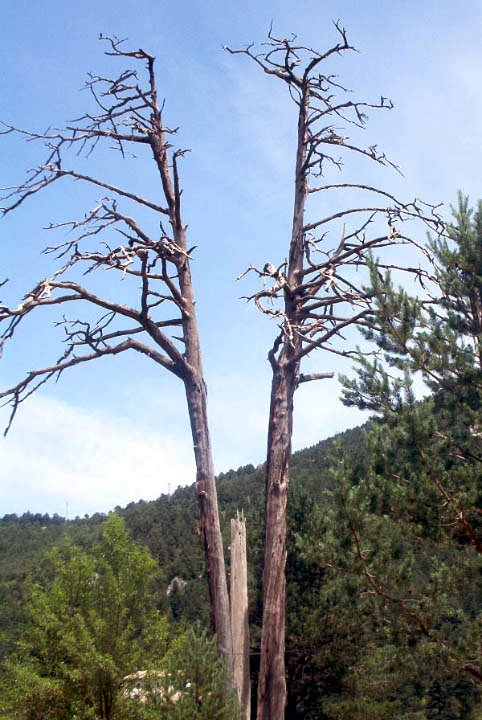
Cada any se celebra un aplec al Pi de les Tres Branques, símbol de la unitat dels Països Catalans

### Àmbit d'esports i esdeveniments

#### Esdeveniments
- Els castellers.
- Els correfocs, acompanyats dels complements dels diables i la cultura del foc.
- La Patum de Berga.
- El Sónar, un festival de música electrònica de Barcelona.[12]

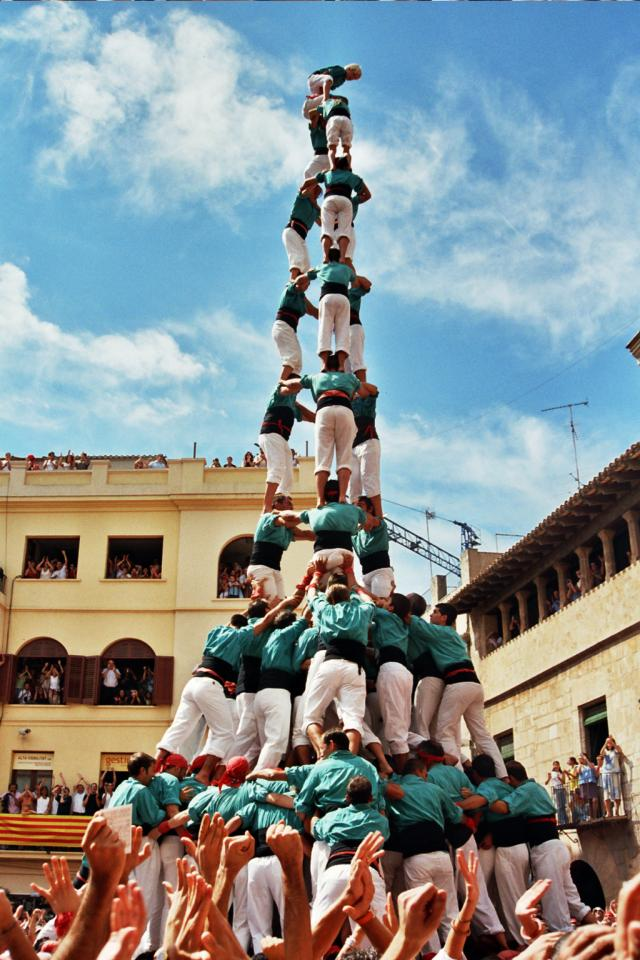
Els castells, una de les tradicions més simbòliques de Catalunya
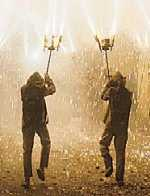
Els correfocs representen la cultura del foc a Catalunya
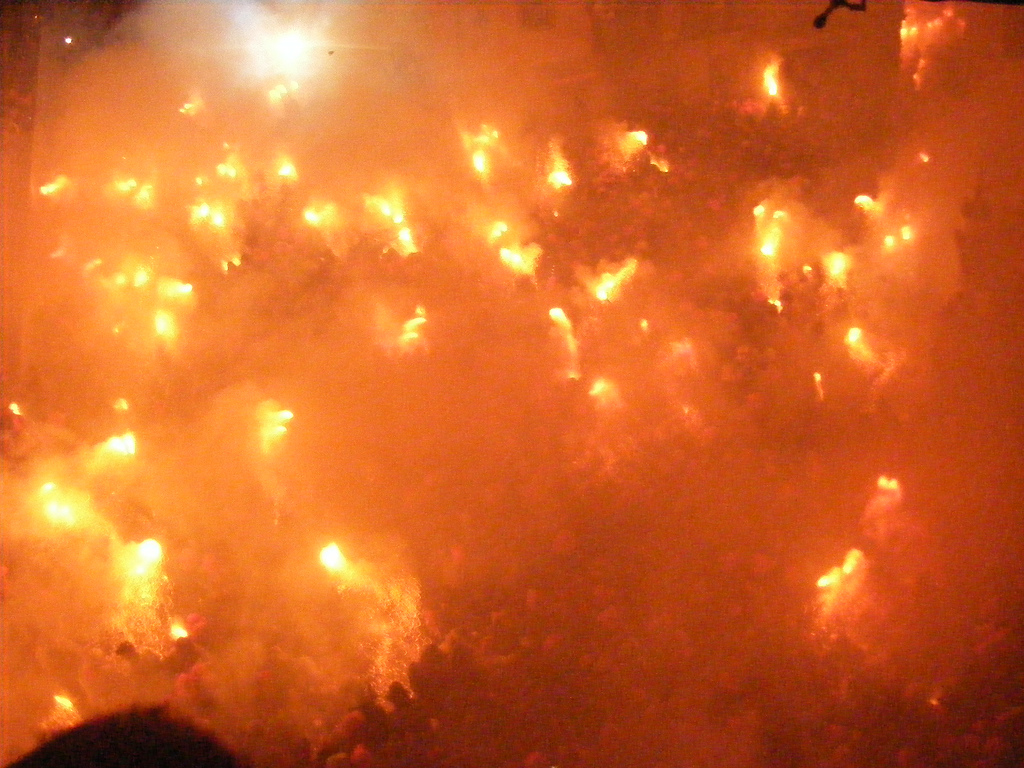
Salt de Plens de la Patum de Berga, declarada Patrimoni Cultural Immaterial de la Humanitat per la UNESCO

#### Esport
- El Futbol Club Barcelona, un dels representants internacionals més importants de Catalunya.
- La indústria del motor a Catalunya.

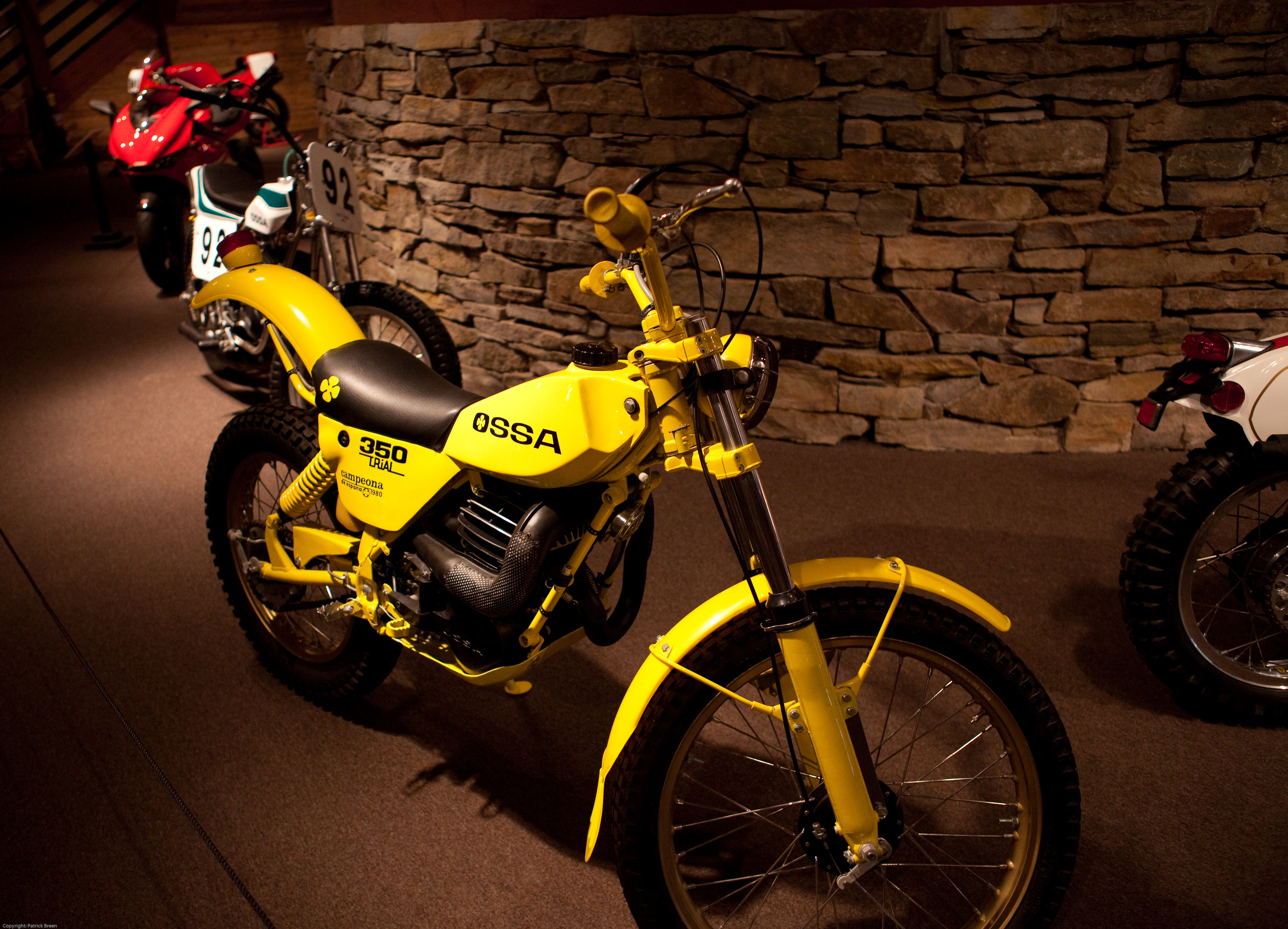
OSSA fou capdavantera en trial els anys 70 i ha renascut el 2010
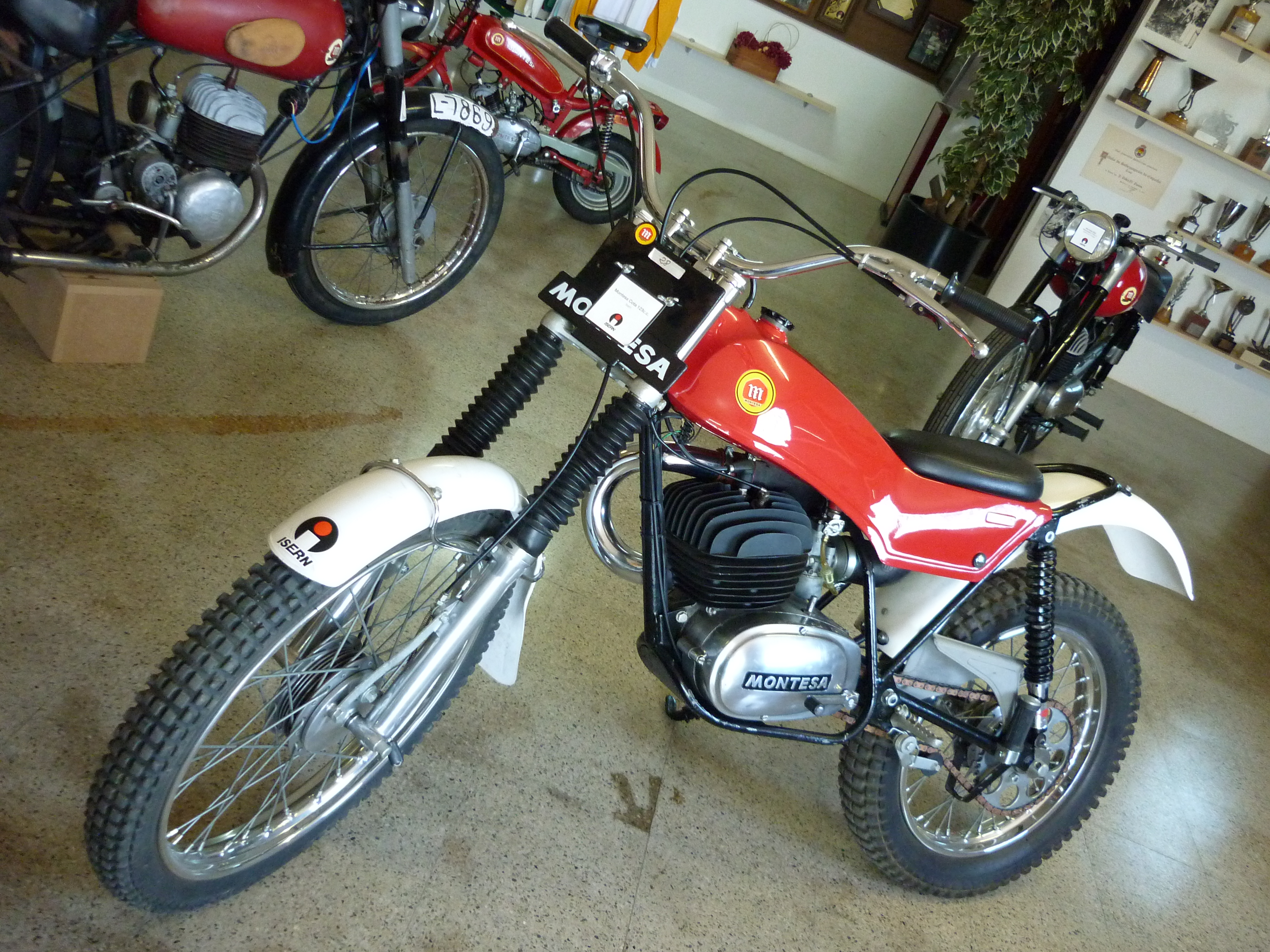
Montesa, ara propietat d'Honda, és una llegenda viva del trial
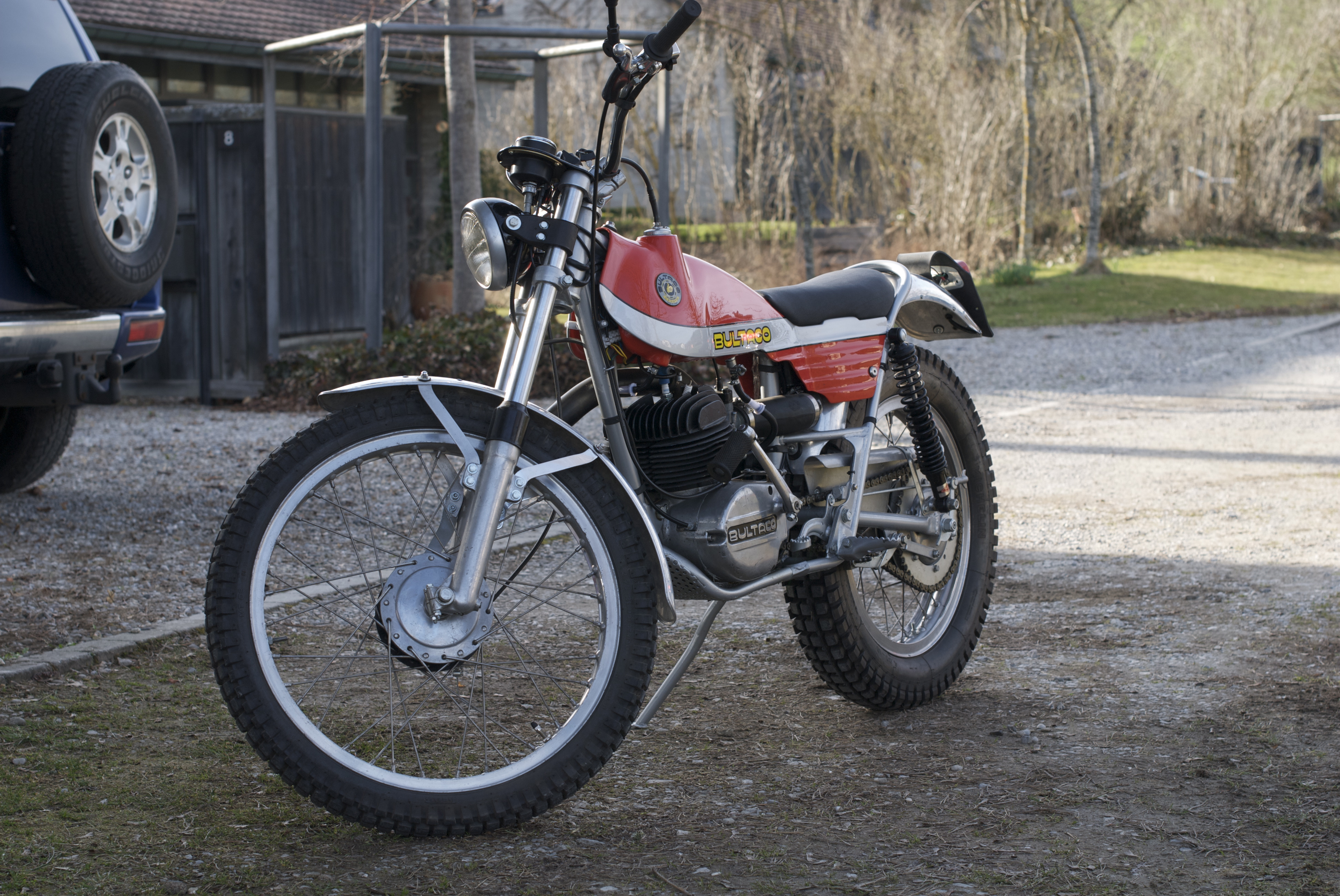
Bultaco, ja desapareguda, segueix essent una icona internacional
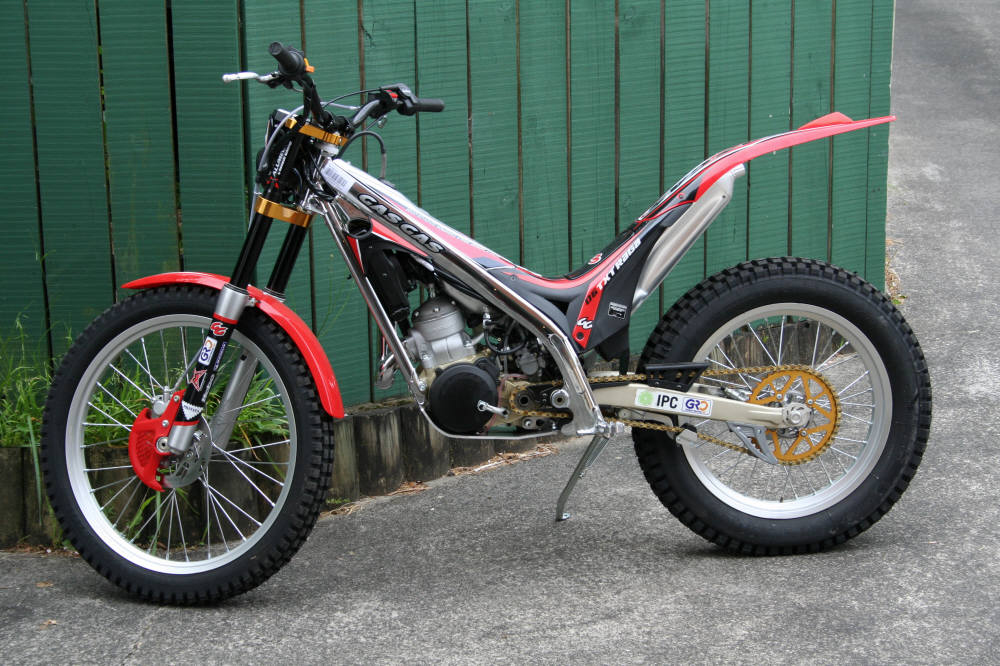
Gas Gas és un fabricant de prestigi internacional en trial, enduro i quads
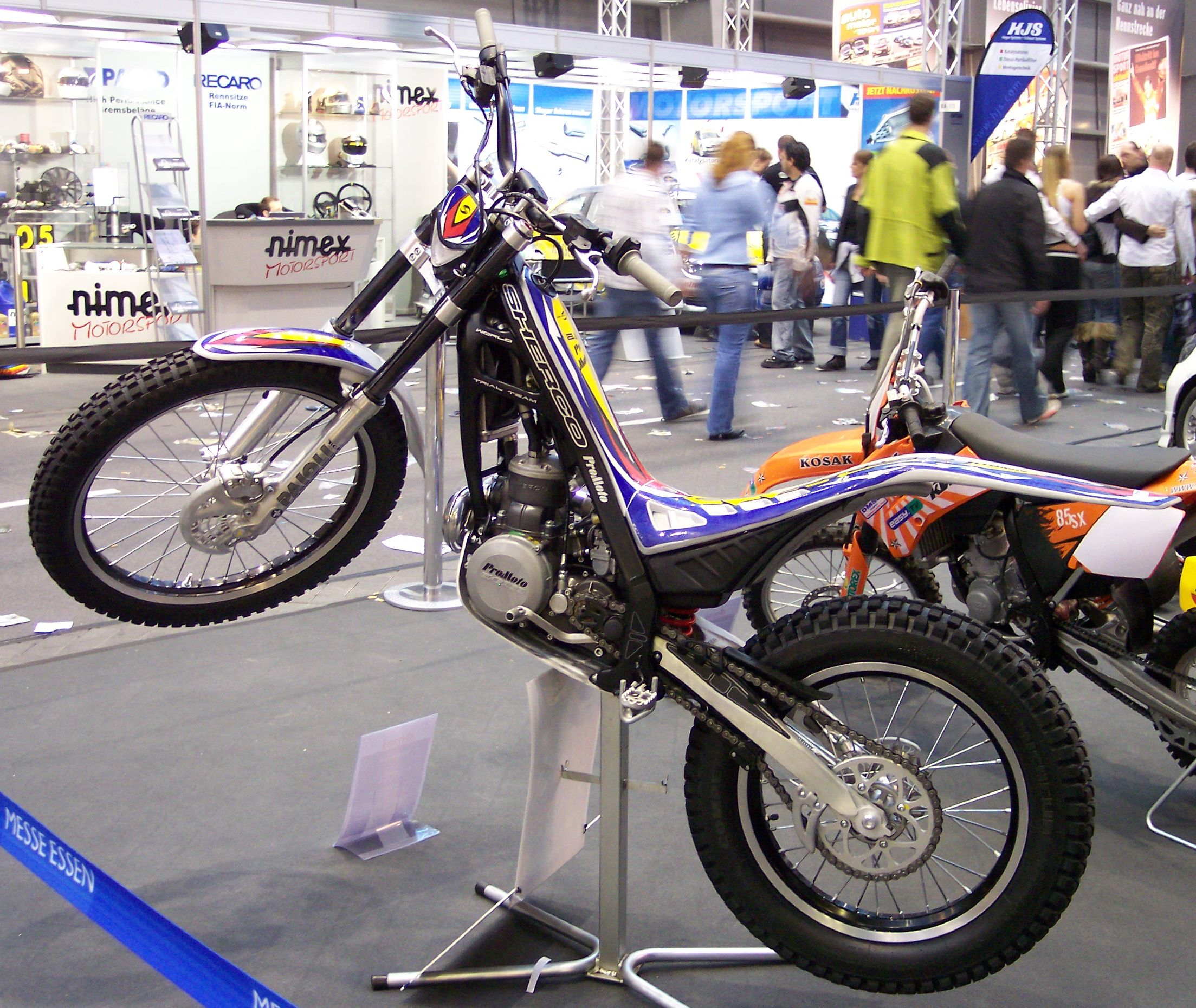
Sherco fabrica motos de trial al Principat (i d'enduro a Occitània)
Xispa, empresa nascuda el 2005, està especialitzada en motos de trial i d'infantils